# 瑞涅特
瑞涅特（法語：Juignettes，法語發音：[ʒɥiɲɛt]）是法国厄尔省的一个市镇，属于埃夫勒区。

## 地理
瑞涅特（48°50'41"N, 0°39'20"E）面积12.96 平方千米，位于法国诺曼底大区厄尔省，该省份为法国北部内陆省份，北起滨海塞纳省，西接奧恩省和卡爾瓦多斯省，南至厄尔-卢瓦省，东临瓦兹省、瓦兹河谷省和伊夫林省。
与瑞涅特接壤的市镇（或旧市镇、城区）包括：莱博特罗、尚博尔、圣安托南德索迈尔、圣尼古拉德索迈尔、乌什堡。

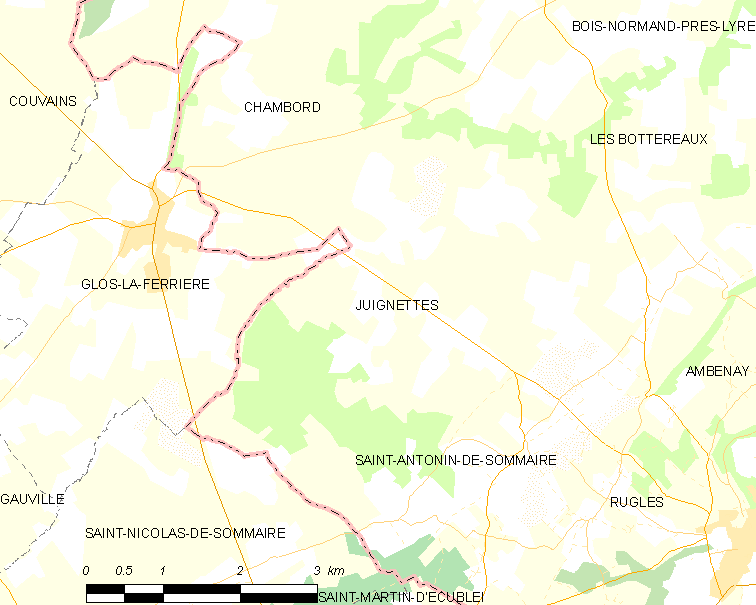
瑞涅特的OSM定位图

瑞涅特的时区为UTC+01:00、UTC+02:00（夏令时）。

## 行政
瑞涅特的邮政编码为27250，INSEE市镇编码为27359。

## 政治
瑞涅特所属的省级选区为布勒特伊县。

## 人口

1962-2008年间瑞涅特人口变化图示

瑞涅特于2022年1月1日时的人口数量为293人。